# Jean Bartik
Jean Bartik (ur. 27 grudnia 1924 w Hrabstwie Gentry, Missouri, USA, zm. 23 marca 2011) – amerykańska matematyczka, jedna z sześciu programistek komputera ENIAC.

## Życiorys

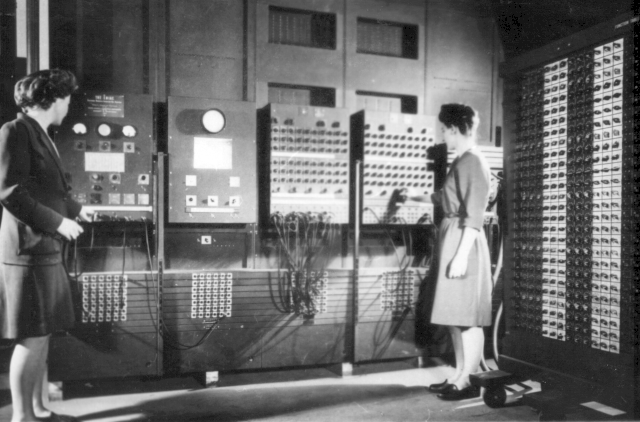
Betty Jennings (z lewej) i Frances Bilas przy głównym panelu sterującym komputera ENIAC

Urodziła się w Hrabstwie Gentry w Missouri. Jej ojciec William Smith Jennings był nauczycielem i rolnikiem. W 1945 ukończyła studium nauczycielskie Northwest Missouri State University na kierunku matematyka. W 1945 została wybrana przez Armię, by zostać jedną z programistek komputera ENIAC, który miał zastąpić ręczne obliczenia. Oprócz niej zespół tworzyło pięć innych kobiet: Kathleen McNulty, Marlyn Wescoff, Betty Snyder, Frances Bilas i Ruth Teitelbaum. O ile mężczyźni, którzy budowali ENIACa, stali się bardzo znani, o programistkach szybko zapomniano.
W pracy poznała swojego męża Williama Bartika, który pracował nad wojskowymi projektami na University of Pennsylvania. Pobrali się w 1946 i rozwiedli w 1968.
W późniejszym okresie została członkiem zespołu, który przebudował ENIACa tak, by mógł zapamiętywać programy, podczas gdy pierwotnie był programowany poprzez połączenia kablowe. Po zakończeniu II wojny światowej współpracowała z twórcami ENIACa Johnem Eckertem i Johnem Mauchly przy tworzeniu komputerów BINAC i UNIVAC I. W 1951 zrezygnowała z pracy zawodowej, by zająć się wychowaniem trójki dzieci.
W 1967 została edytorem w wydawnictwie Auerbach Publishers, a następnie w firmie Data Decisions. Po wykupieniu przez McGraw-Hill wydawnictwo zostało zamknięte. Nie mogąc znaleźć pracy w informatyce, została agentem nieruchomości. Zmarła na atak serca 23 marca 2011 w domu opieki w Poughkeepsie.

## Nagrody i wyróżnienia
W 1997 roku została, wraz z innymi pierwszymi programistami ENIAC-a, uhonorowana w Hali Sław Women in Technology International. W 2010 ich praca została upamiętniona w filmie dokumentalnym Top Secret Rosies: The Female 'Computers' of WWII w reżyserii LeAnn Erickson.
W 2008 została uhonorowana przez Computer History Museum